# Nephesa guttulata
Nephesa guttulata är en insektsart som beskrevs av Stsl 1863. Nephesa guttulata ingår i släktet Nephesa och familjen Flatidae. Inga underarter finns listade i Catalogue of Life.